# Jean Achard (peintre)
Pour les articles homonymes, voir Jean Achard et Achard.
Jean Alexis Achard (1807-1884) est un peintre et un graveur français.

## Biographie
Né à Voreppe, en Isère le 17 avril 1807, Jean Achard est issu d'une famille de cultivateurs. Il commence sa vie professionnelle comme commis d'un avocat, puis entame son apprentissage artistique en copiant des tableaux du musée de Grenoble. Il fréquente l'école municipale gratuite de Grenoble et fait la connaissance des peintres de l'École lyonnaise qui lui donnent ses premiers conseils. Isidore Dagnan est son maître de 1824 à 1830. En 1834, il part à Paris et copie les maîtres hollandais au musée du Louvre.
À l'occasion d'une expédition organisée par les saint-simoniens, il séjourne en Égypte entre 1835 et 1837 avec son ami Victor Sappey. Il en ramène des paysages et des scènes de genre. C'est ainsi qu'il expose au Salon de 1838 une Vue prise aux environs du Caire, puis envoie régulièrement ses œuvres au Salon par la suite, comme en 1843 avec une Vue de la vallée de Grenoble.

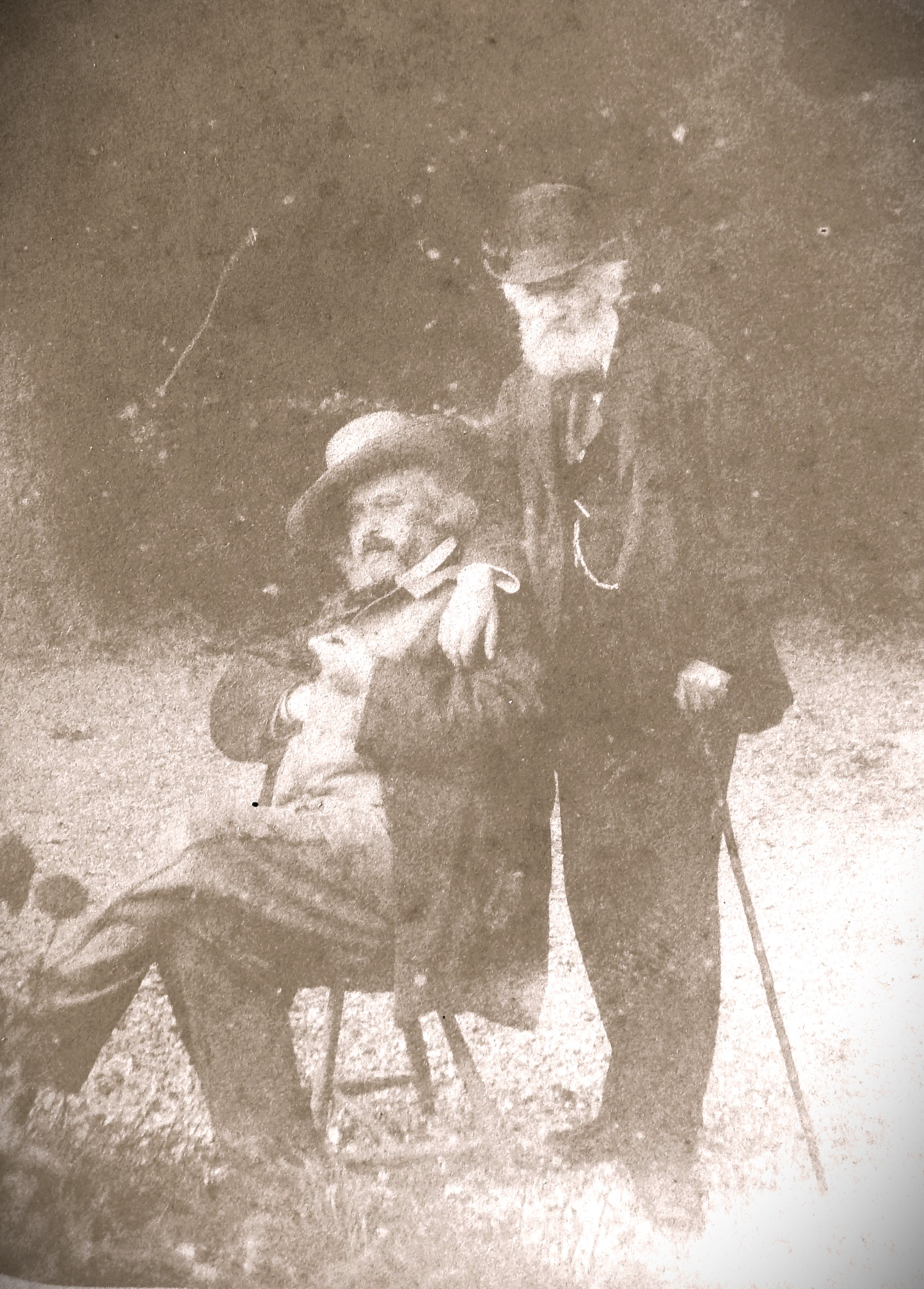
Ravier et Achard en 1880.

En 1846, il fréquente les membres de l'École de Barbizon et compte parmi ses amis les peintres Jean-Baptiste Camille Corot, Théodore Rousseau, Charles-François Daubigny, Narcisse Diaz de la Pena et Louis Français qui l'entraînent à peindre sur le motif en région parisienne. La forme s'assouplit et la captation de la lumière prend une place primordiale. Une tendance qu'un séjour à Auvers-sur-Oise ne fait qu'accentuer. Très ami du peintre paysagiste François-Auguste Ravier , il va le voir à Crémieu ou Morestel près de sa ville natale. Il admire l'aquarelliste si proche de la vision de Turner : « Mon cher Maître, [...] Je pense tous les jours à vous le matin, en me levant je dis bonjour à vos aquarelles [,] au plus je les regarde au plus elles me plaisent! » (Bibliothèque municipale de Grenoble)[réf. nécessaire].
Entre 1858 et 1859, il séjourne à Honfleur et loge à la ferme Saint-Siméon en compagnie d'Eugène Boudin et de Claude Monet.
En 1859, il collabore à la décoration de la salle du personnel de l'hôpital de la Charité de Paris[réf. nécessaire], partiellement reconstruite au musée de l'Assistance publique - Hôpitaux de Paris.
N'ayant jamais obtenu la consécration de son vivant, il revient finir ses jours à Grenoble à partir de 1870, isolé, malade et en butte à de graves difficultés financières, il meurt le 2 octobre 1884. Il est enterré à Grenoble au cimetière Saint-Roch. Une place de Grenoble ainsi qu'une école primaire de Voreppe (sa ville de naissance) portent son nom.

## Œuvre

### Peinture
Achard est connu pour ses toiles représentant des paysages du  Dauphiné, ce qui lui vaut le titre de « maître incontesté du paysage en Dauphiné ». Il est l'initiateur de l'École dauphinoise, qui compte entre autres Laurent Guétal, Ernest Victor Hareux et Charles Bertier parmi ses membres. Ils sont parfois appelés paysagistes dauphinois.
Plusieurs des œuvres de Achard sont conservées au musée de Grenoble, dont Paysage, vue de Saint-Egrève (près de Grenoble) et La Chaumière. D'autres œuvres sont conservées à Paris au musée du Louvre, au musée des Beaux-Arts de Chambéry et au château de Fontainebleau.

### Gravure
Jean Achard est aussi un graveur renommé, exécutant 48 eaux-fortes entre 1850 et 1870. Les premières estampes sont exécutées d'après ses peintures et sont destinées à la diffusion de son œuvre, elles couvrent de grands horizons. Par la suite il privilégiera des vues plus locales de sous-bois.

Œuvres de Jean Achard
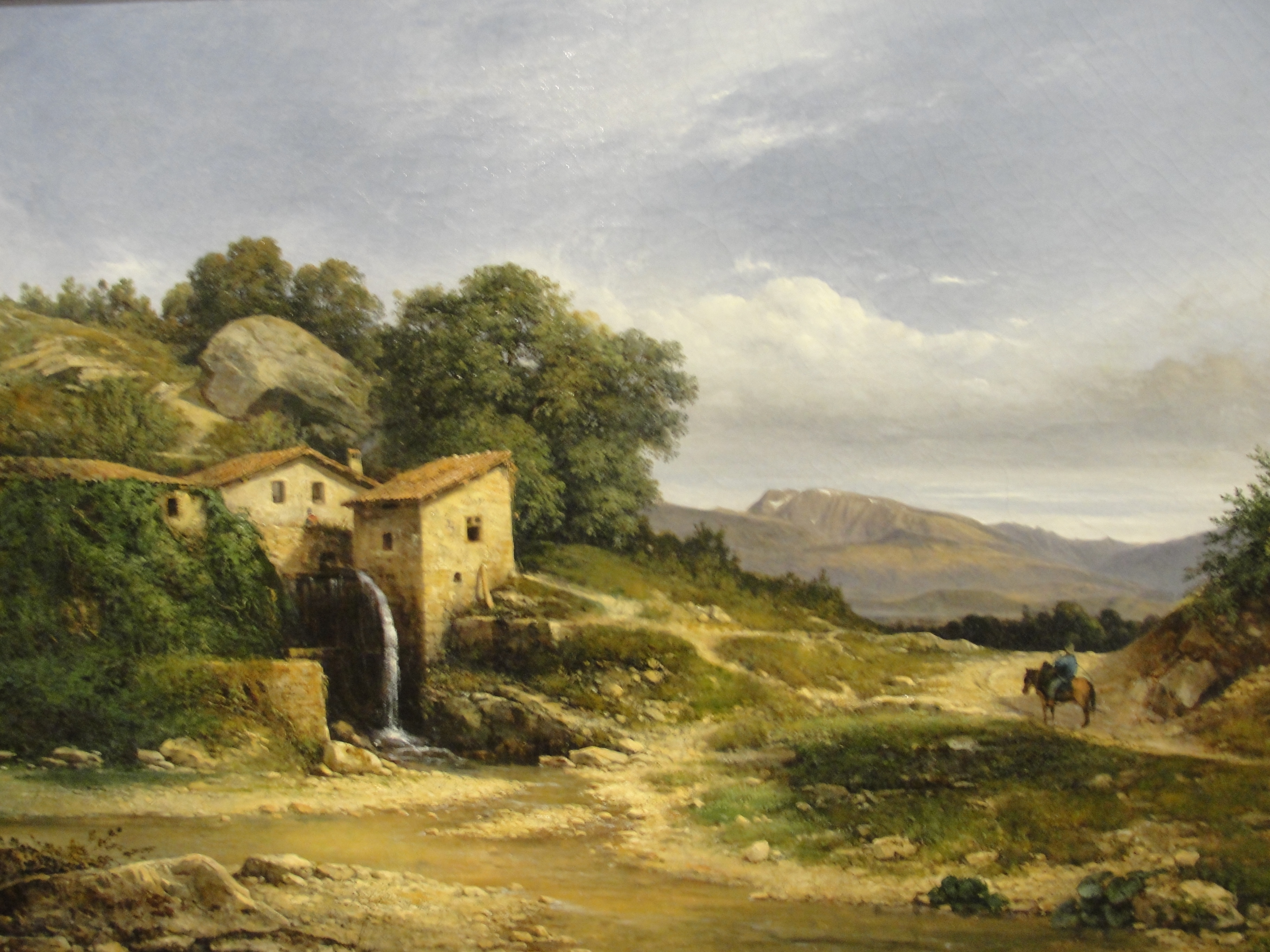
Vue du Taillefer prise des côtes de Sassenage (1837), La Tronche, musée Hébert.
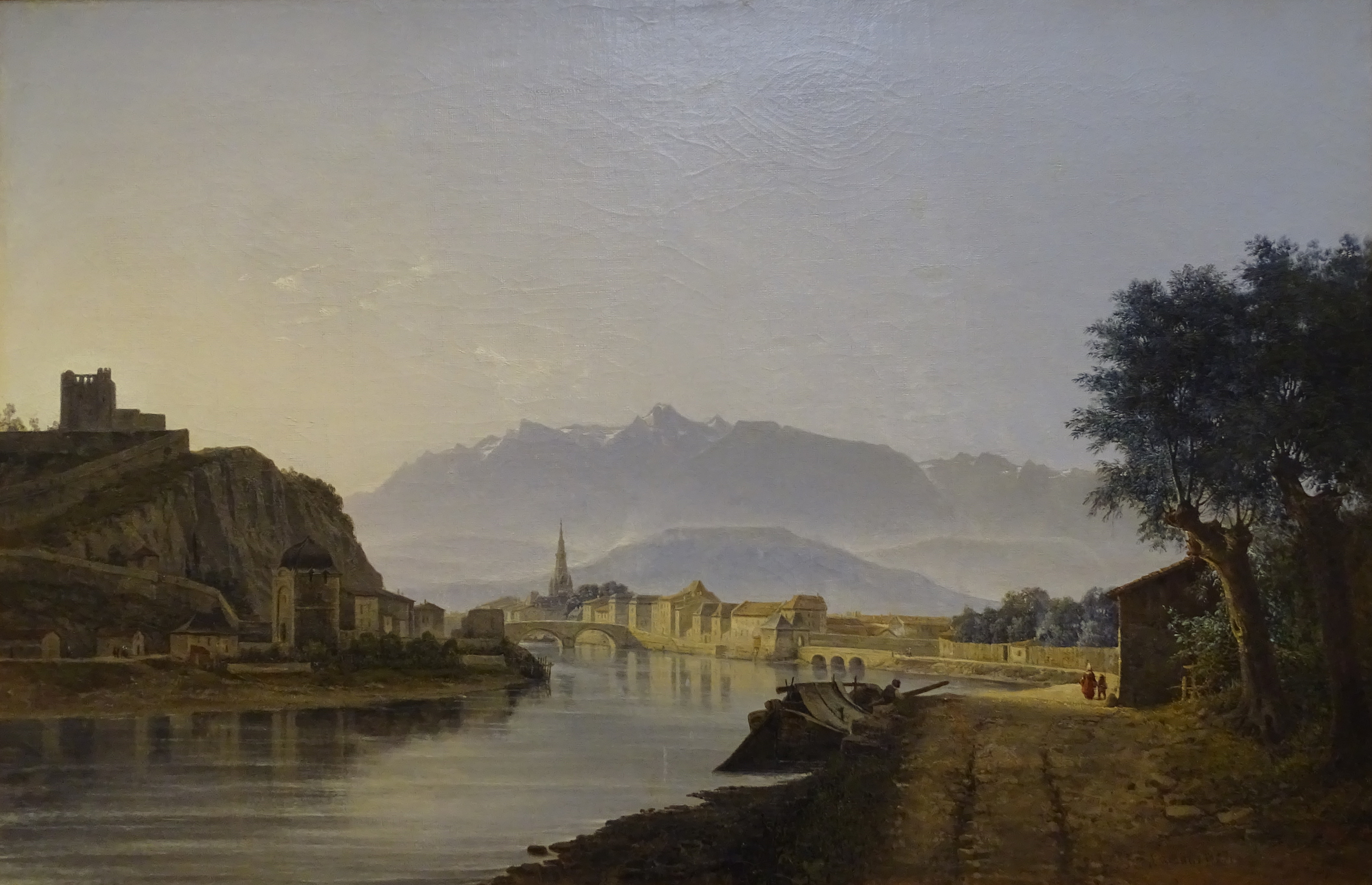
Vue de Grenoble prise du quai de la Graille (1837), musée de Grenoble.
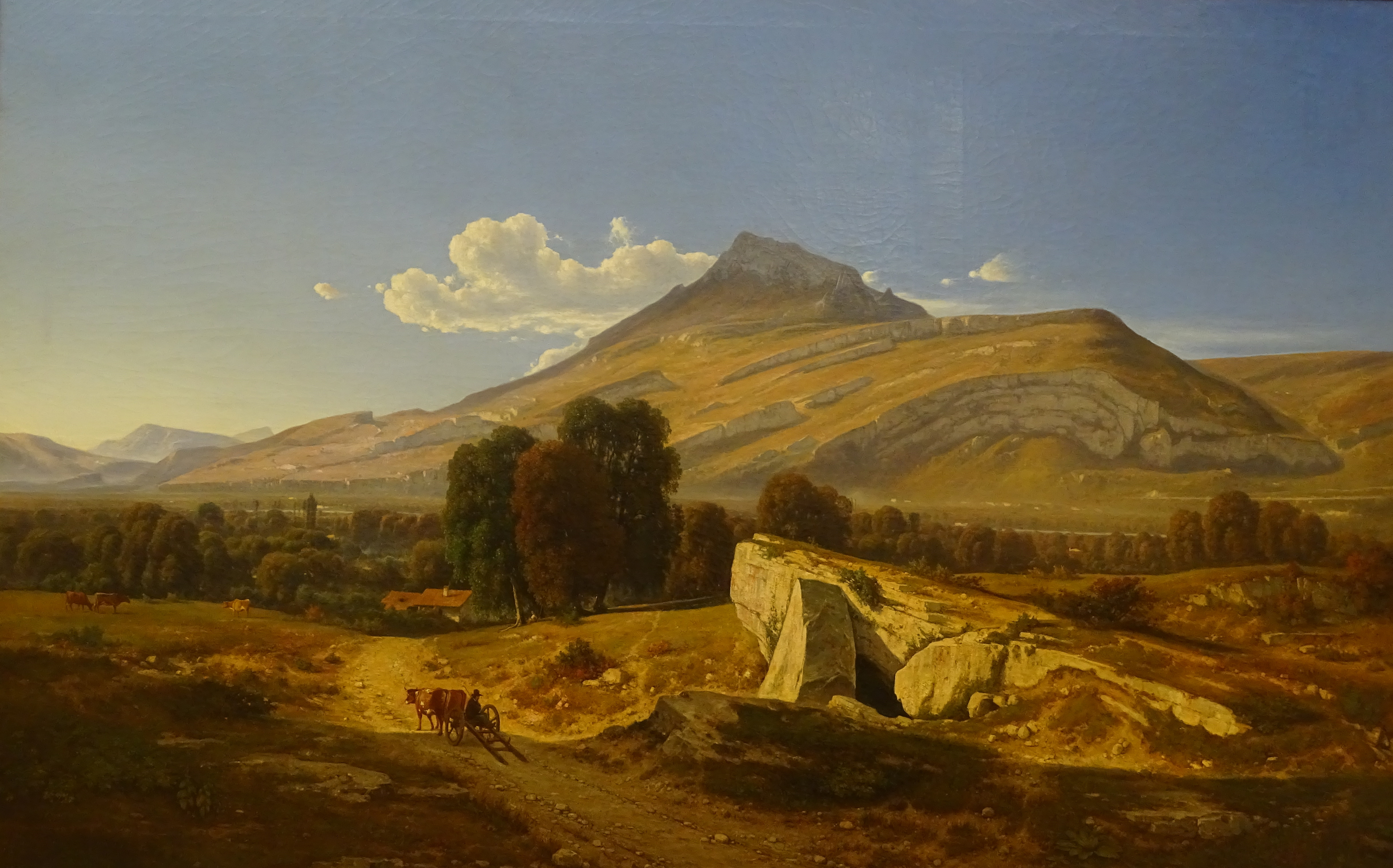
Vue prise à Saint-Égrève (1844), musée de Grenoble.

## Élèves
Henri Harpignies est son élève lors de son séjour parisien. Mais après son retour à Grenoble, son influence est importante, en particulier sur Laurent Guétal. Charles Bertier et Édouard Brun suivent avec empressement ses conseils. D'une façon plus générale, c'est un maître et un conseiller pour la génération des jeunes peintres dauphinois qui se retrouvent à Proveysieux, parmi lesquels Théodore Ravanat, Jacques Gay ou Henri Blanc-Fontaine.

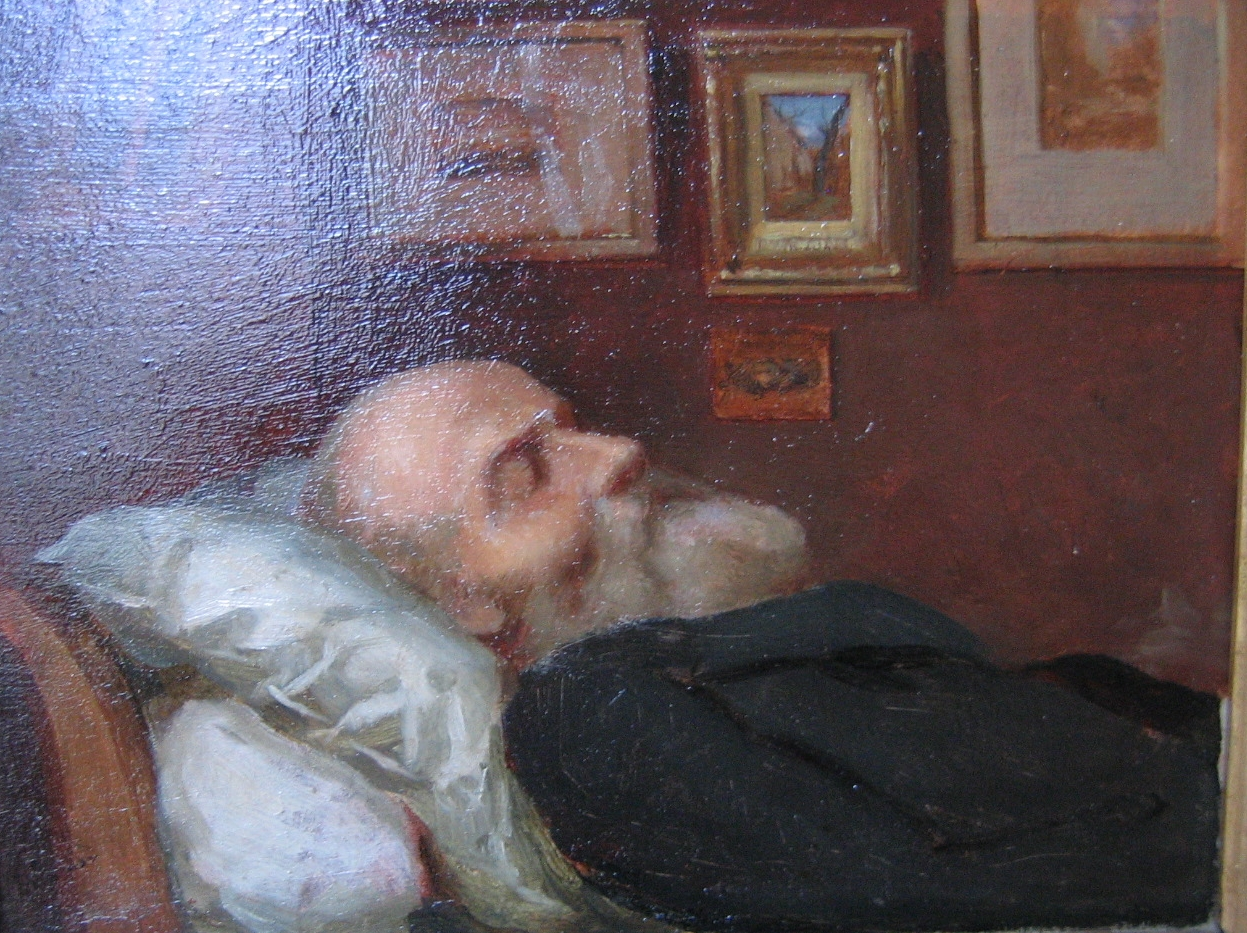
Jules Bernard, Jean Achard sur son lit de mort (1884), La Tronche, musée Hébert.

Jean Achard est portraituré dans les œuvres de ses amis et élèves, dont :
- Victor Sappey : plusieurs dessins à l'encre ou à la mine de plomb conservés à la bibliothèque municipale de Grenoble ;
- Eugène Faure : musée de Grenoble ;
- Henri Ding : buste en marbre conservé au musée de Grenoble ;
- Henri Blanc-Fontaine : portrait peint, musée de Grenoble[10] ;
- Jacques Gay : crayon conservé au musée dauphinois ;
- Stéphane Baron : musée de l'Assistance Publique-Hopitaux de Paris ;
- Eugène Boudin : aquarelle datant de 1867, représentant Jean Achard en compagnie de Johan Barthold Jongkind, Émile van Marcke et Claude Monet ;
- Jules Bernard : Jean Achard sur son lit de mort, musée Hébert de La Tronche.

## Expositions

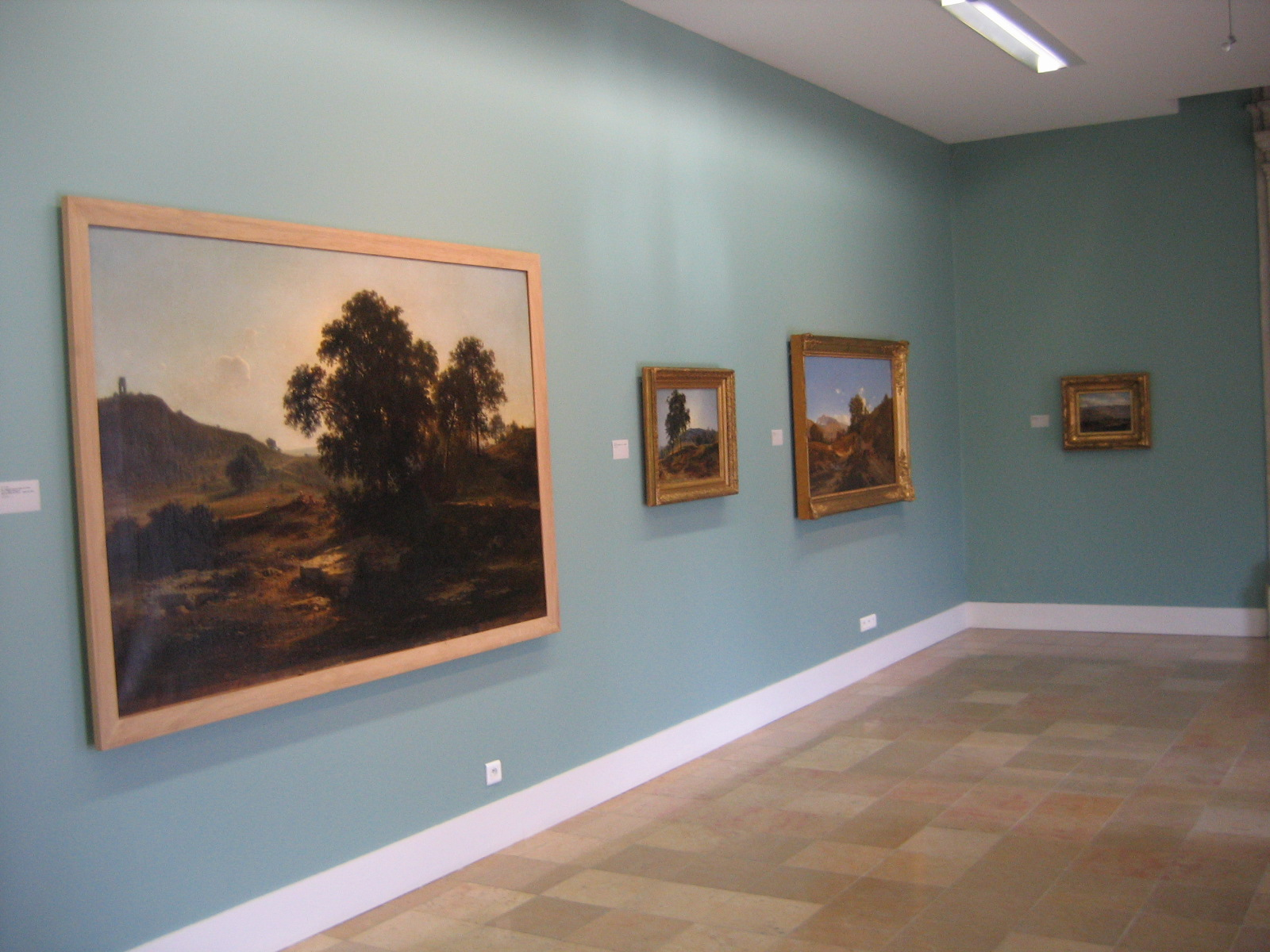
Vue de l'exposition Jean Achard au musée Hébert de La Tronche en 2009.

- « Exposition Achard », Grenoble, 1885.
- « Jean Achard, peintures », musée de Grenoble, 1984-1985.
- « Trois maîtres du paysage dauphinois au XIXe siècle, Jean Achard, Laurent Guétal, Charles Bertier », musée de Grenoble, 2005-2006
- « Jean Achard, un paysagiste à l'école de la nature », musée Hébert, La Tronche, 2008-2009.